# Andromedalijster
De Andromedalijster (Zoothera andromedae) is een zangvogel uit de familie Turdidae (lijsters).

## Verspreiding en leefgebied
Deze soort komt voor op Sumatra, Java, de Filipijnen en de Kleine Soenda-eilanden.